# Mehdi Taghavi
Mehdi Taghavi Kermani (* 20. Februar 1987 in Savakhurk, Bezirk Mazandaran) ist ein iranischer Ringer. Er wurde 2009 und 2011 Weltmeister im freien Stil im Leichtgewicht.

## Werdegang
Mehdi Taghavi Kermani begann als Jugendlicher im Jahre 2002 mit dem Ringen. Er konzentrierte sich dabei auf den freien Stil. Er ist Mitglied des Ringerclubs Mooezipoor und wird von Gholam Mohammadi trainiert. Er ist Student. Bei einer Größe von 1,70 Metern ringt er als Erwachsener im Leichtgewicht, der Gewichtsklasse bis 66 kg Körpergewicht.  
Seine internationale Laufbahn begann im Jahre 2003, als er bei der asiatischen Juniorenmeisterschaft (Cadets) in der Klasse bis 50 kg den dritten Platz belegte. 2004 wurde er in Bischkek asiatischer Juniorenmeister in der gleichen Altersgruppe und in der Gewichtsklasse bis 54 kg. 2006 wurde er in Abu Dhabi asiatischer Juniorenmeister der Altersgruppe Juniors in der Gewichtsklasse bis 60 kg. Im gleichen Jahr wurde er dann in Guatemala-Stadt Junioren-Weltmeister (Juniors) vor Georgi Makischwili, Georgien und Samat Schakupow, Kasachstan.
2007 startete Mehdi Taghavi Kermani bei der Asien-Meisterschaft der Männer in Bischkek und kam dabei im Gewichtsklasse|Federgewicht hinter Basar Basargurujew aus Usbekistan und Shinya Odata aus Japan auf den dritten Platz. Wenige Wochen später wurde er in Peking erneut Junioren-Weltmeister vor Ismail Redzhep aus Bulgarien und Jabrail Hasanow aus Aserbaidschan. Im April 2008 gelang es ihm sich bei einem Turnier in Martigny/Schweiz durch einen Turniersieg für die Olympischen Spiele in Peking zu qualifizieren. Er verwies dabei solch gute Ringer wie den vielfachen Weltmeister Serafim Barzakow, Bulgarien, Albert Batirow, Weißrussland und Suren Markosjan aus Armenien auf die Plätze. Bei den Spielen in Peking gelang ihm im Leichtgewicht in der ersten Runde ein Sieg über Haislan Garcia Veranes, Kanada. In seinem zweiten Kampf unterlag er aber dem späteren Olympiasieger Ramasan Shahin aus der Türkei und danach in der Trostrunde knapp gegen Geandry Garzón Caballero aus Kuba (1:2 Runden, 4:5 Punkte), womit er nur auf den zehnten Rang kam. 
2009 wurde Mehdi Taghavi Kermani in Pattaya erstmals Asienmeister vor Tatsuhiro Yonemitsu, Japan und den beiden Koreanern Yang Chun-Son (Nord) und Kim Dae-sung (Süd). Seine gute Form präsentierte er im September 2009 auch bei der Weltmeisterschaft im dänischen Herning. Er besiegte dort Schalwa Agajew, Georgien, Andrei Stadnik, Ukraine, den Silbermedaillengewinner von Peking, Leonid Spiridonow, Kasachstan, Muhammad Ilkan, Türkei und Rasul Dschukajew, Russland und wurde damit erstmals Weltmeister. Diesen Titel konnte er allerdings bei der Weltmeisterschaft 2010 in Moskau nicht verteidigen. Er siegte dort zwar zunächst über Ichtijar Nawrusow, Usbekistan und Andrei Stadnik, unterlag aber dann gegen Geandry Garzon Caballero. Da dieser das Finale nicht erreichte, kam er auch nicht in die Trostrunde und musste mit dem 11. Platz zufrieden sein. Zwei Monate später konnte er in Guangzhou auch seinen Asienmeistertitel nicht verteidigen, denn er verlor dort im Endkampf gegen Tatsuhiro Yonemitsu und belegte hinter diesem den zweiten Platz.
Im Jahre 2011 konzentrierte er sich voll und ganz auf die Weltmeisterschaft in Istanbul und hatte damit Erfolg, denn er wurde dort mit Siegen über Dejan Mitrow, Makedonien, Inokentij Inokentijew, Kasachstan, Ali Schabanow, Mawlwt Batirow, Russland, Livan Lopez Ascuy, Kuba und Tatsuhiro Yonemitsu zum zweiten Mal Weltmeister im Leichtgewicht.
2012 gelang Mehdi Taghavi Kermani in Gumi/Südkorea der zweite Titelgewinn bei einer Asienmeisterschaft. Er siegte vor Maxat Dautbajew, Kasachstan und Parveen Rana, Indien. Mit großen Hoffnungen ging er dann bei den Olympischen Spielen in London an den Start. Er traf dort in seinem ersten Kampf auf den Kubaner Livan Lopez Ascuy, den er bei der Weltmeisterschaft 2011 noch besiegt hatte. In London drehte der Kubaner den Spieß um und kam zu einem klaren Punktsieg über Mehdi Taghavi Kermani, der damit ausschied, weil der Kubaner den Endkampf nicht erreichte. Es blieb für ihn nur der 14. Platz.

## Internationale Erfolge
| Jahr | Platz | Wettbewerb                                                   | Gewichtsklasse | Ergebnisse |
| 2003 | 3.    | Asiatische Juniorenmeisterschaft (Cadets) in Feng Yuang City | bis 50 kg      | hinter Nurlan Turabek Ulu, Kirgisistan und Salamat Ernasarow, Kasachstan                                                                                     |
| 2004 | 1.    | Asiatische Juniorenmeisterschaft (Cadets) in Bischkek        | bis 54 kg      | vor Kojmar Tugunbai Uluu, Kirgisistan und Pürewdschawyn Önörbat, Mongolei                                                                                    |
| 2006 | 1.    | Asiatische Juniorenmeisterschaft (Juniors) in Abu Dhabi      | Feder          | vor Samat Jaklipow, Kasachstan und Pürewdschawyn Önörbat |
| 2006 | 1.    | Junioren-WM (Juniors) in Guatemala-Stadt                     | Feder          | vor Georgi Makarischwili, Georgien, Samat Schakupow, Kasachstan und Shigeki Osawa, Japan                                                                     |
| 2007 | 2.    | Welt-Cup in Krasnojarsk                                      | Feder          | hinter Mawlet Batirow, Russland, vor Mike Zadick, USA |
| 2007 | 3.    | Asienmeisterschaft in Bischkek                               | Feder          | hinter Basar Basargurujew, Usbekistan und Shinya Odata, Japan                                                                                                |
| 2007 | 1.    | Junioren-WM (Juniors) in Peking                              | Feder          | vor Ismail Emin Redzhep, Bulgarien, Chosbayar Batchuluun, Mongolei und Jabrail Hasanow, Aserbaidschan                                                        |
| 2008 | 1.    | Olympia-Qualif.-Turnier in Martigny/Schweiz                  | Leicht         | vor Serafin Barzakow, Bulgarien, Albert Batirow, Weißrussland und Suren Markosjan, Armenien                                                                  |
| 2008 | 10.   | OS in Peking                                                 | Leicht         | nach einem Sieg über Haislan Barcia Veranes, Kanada und Niederlagen gegen Ramasan Shahin, Türkei und Geandry Garzon Caballero, Kuba                          |
| 2009 | 1.    | Welt-Cup in Teheran                                          | Leicht         | vor Leonid Spiridonow, Kasachstan, Juri Semakin, Ukraine und Rasul Dschukajew, Russland                                                                      |
| 2009 | 1.    | Asienmeisterschaft in Pattaya                                | Leicht         | vor Tatsuhiro Yonemitsu, Japan, Yang Chun-Song, Nordkorea und Kim Dae-sung, Südkorea                                                                         |
| 2009 | 1.    | WM in Herning/Dänemark                                       | Leicht         | nach Siegen über Schalwa Abajew, Georgien, Andrei Stadnik, Ukraine, Leonid Spiridonow, Muhammad Ilkhan, Türkei und Rasul Dschukajew                          |
| 2010 | 5.    | Welt-Cup in Moskau                                           | Leicht         | hinter Emin Asisow, Aserbaidschan, Andrei Stadnik, Adam Batirow, Russland und Yasin Bolat, Türkei                                                            |
| 2010 | 1.    | Golden-Grand-Prix in Tiflis                                  | Leicht         | vor Haislan Garcia Veranes, Shirair Oganesjan, Armenien und Schalwa Abajew                                                                                   |
| 2010 | 11.   | WM in Moskau                                                 | Leicht         | nach Siegen über Ichtijor Nawrusow, Usbekistan und Andrei Stadnik und einer Niederlage gegen Geandry Garzon Daballero                                        |
| 2010 | 2.    | Asienmeisterschaft in Guangzhou/China                        | Leicht         | hinter Tatsuhiro Yonemitsu, vor Yang Chun-Song und Leonid Spiridonow                                                                                         |
| 2011 | 1.    | WM in Istanbul                                               | Leicht         | nach Siegen über Dejan Mitrow, Makedonien, Inokentij Inokentijew, Kasachstan, Ali Schabanow, Mawlet Batirow, Livan Lopez Ascuy, Kuba und Tatsuhiro Yonemitsu |
| 2012 | 1.    | Asienmeisterschaft in Gumi/Südkorea                          | Leicht         | vor Maxat Dautbajew, Kasachstan, Parveen Rana, Indien und Park Nam-chun, Südkorea                                                                            |
| 2012 | 2.    | Welt-Cup in Baku                                             | Leicht         | hinter Tatsuhiro Yonemitsu |
| 2012 | 1.    | Großer Preis von Spanien in Madrid                           | Leicht         | vor Nurgali Scholajew, Kasachstan, Zsombor Gulyas, Ungarn und Omar Abdou Abdou, Ägypten                                                                      |
| 2012 | 14.   | OS in London                                                 | Leicht         | nach einer Niederlage gegen Livan Ascuy Lopez |
| 2013 | 4.    | Welt-Cup in Teheran                                          | Leicht         | hinter Yakup Goer, Türkei, Brent Metcalf, USA und Toshinori Ishida, Japan                                                                                    |

## Erläuterungen
- alle Wettkämpfe im freien Stil
- OS = Olympische Spiele, WM = Weltmeisterschaft
- Federgewicht, bis 60 kg, Leichtgewicht, bis 66 kg Körpergewicht